# Cupidopsis uranochroa
Cupidopsis uranochroa är en fjärilsart som beskrevs av Ungemach 1932. Cupidopsis uranochroa ingår i släktet Cupidopsis och familjen juvelvingar. Inga underarter finns listade i Catalogue of Life.